# فيكي براون
فيكي براون (بالإنجليزية: Vicki Brown)‏ هي موسيقية ومغنية بريطانية، ولدت في 23 أغسطس 1940 في ليفربول في المملكة المتحدة، وتوفيت في 16 يونيو 1991 في هنلي أون تيمز في المملكة المتحدة بسبب سرطان الثدي.

## وصلات خارجية
- فيكي براون على موقع IMDb (الإنجليزية)
- فيكي براون على موقع ميوزك برينز (الإنجليزية)
- فيكي براون على موقع ميوزك برينز (الإنجليزية)
- فيكي براون على موقع أول ميوزيك (الإنجليزية)
- فيكي براون على موقع ديسكوغز (الإنجليزية)
- فيكي براون على موقع قاعدة بيانات الفيلم (الإنجليزية)